# Coût de la liquidité
Le coût de la liquidité désigne le prix que les banques et établissements de crédit doivent payer pour se refinancer et obtenir les liquidités dont ils ont besoin pour faire face à leurs échéances ou à leurs obligations réglementaires. Il correspond au taux des prêts interbancaires, ou, en période de crise de liquidités, aux taux des liquidités injectées par les Banques centrales, alors appelé taux de refinancement. On parle alors de liquidité centrale, qui est exprimée dans ce cas, pour une maturité donnée, en pourcentage en points de base, 100 points de base représentant 1 %. Lorsque les ressources sont des prêts interbancaires, on parle de liquidités privées ; les taux sont indexés.
D'une façon plus générale, il représente ce qu'il faut payer pour transformer un actif quelconque en monnaie, par exemple une action. Le coût peut alors être exprimé sous forme d'une perte de capital, lorsque la cession d'un titre sur le marché implique d'accepter une baisse par rapport à son prix d'acquisition ou son prix évalué.
Lorsque sur un marché de valeurs mobilières il n'y a pas d'équilibre entre l'offre et la demande, et qu'un apporteur de liquidité doit intervenir en payant le prix du spread pour permettre la réalisation de transactions, on parle de coût de production de la liquidité, même si le raccourci de coût de la liquidité est quelquefois employé.
Toutes ces notions renvoient à l'idée que la monnaie est un actif financier qui a un coût supérieur à sa valeur faciale : « la liquidité est reine » assimilable à l'expression anglaise cash is king.

## Historique du terme
Le terme de coût de la liquidité appliqué au coût de refinancement est apparu à la suite de la crise financière déclenchée à l'été 2007, dont l'un des développements a été la faillite de la banque américaine Lehman Brothers. La disparition de cet acteur, considéré un instant comme trop grand pour disparaitre (too big to fail), a amplifié les difficultés rencontrées sur les marchés financiers matérialisant la perte de confiance entre les acteurs du secteur (banques et assureurs notamment).
Dans ce contexte, les Banques centrales sont amenées à se substituer aux acteurs privés pour assurer l'équilibre entre l'offre et la demande de ressources financières et éviter qu'une banque ne puisse parvenir à refinancer son activité de crédit, enclenchant à nouveau une dynamique comparable à celle qui a suivi la disparition de Lehman Brothers.
La conjugaison d'une intervention des Banques centrales et d'une confiance seulement partiellement rétablie sur les marchés financiers se traduit par une augmentation du coût du refinancement des banques au regard des conditions observées avant le déclenchement de la crise.
Parallèlement, des incertitudes sont apparues quant à la capacité de certains acteurs à se refinancer sur les marchés à des conditions compatibles avec le respect de leur équilibre budgétaire. Il s'agit cette fois-ci des États (cf. le débat sur les PI(I)GS soit le Portugal, l'Irlande, (l'Italie, qui n'est pas toujours assimilée aux quatre autres), la Grèce et l'Espagne).
Dans ce contexte, la presse économique ainsi que la communication financière des entreprises du secteur financier se sont enrichies d'une nouvelle expression, celle de coût de la liquidité.
On constate que cette expression est absente des sites officiels, tel celui de la Banque de France. Si la notion de Liquidité du marché semble mieux cernée, son coût apparait plus difficile à définir.
Une façon de l'approcher, qui renvoie à la situation actuelle rencontrée sur les marchés financiers, est de l'envisager de manière relative : tous les acteurs financiers n'ont pas à supporter un coût de liquidité comparable. Dans ce cas, il peut être assimilé à la prime de risque que doit payer un établissement donné pour obtenir les ressources nécessaires au financement de son activité par rapport à un indicateur donné.

## Données historiques
Le document de travail du FMI intitulé "Le coût de la complexité dans la finance" (2015) estime que la complexité des marchés financiers a coûté à l'économie mondiale 20 000 milliards de dollars en 2014, soit 25% de son PIB.
Le poids des actifs bancaires UK ramenés au PNB est passé de 50% en 1970 à plus de 500% en 2008 ; cette tendance financière s'est observée au niveau mondial : Benjamin Friedman estime que le coût de fonctionnement du système financier était de 10 pour cent en 1970 et est passé à 25 pour cent juste avant la crise financière de 2008, "la gestion du système financier a absorbé un tiers de tous les bénéfices réalisés sur les capitaux investis".
Depuis la crise de 2008, des taux d'intérêts négatifs ont été pratiqués par les banques centrales américaine et européenne (eurodollar) de 2008 à 2022 ; cette croissance de la masse monétaire est la conséquence de la faible circulation de la monnaie dans l'économie : l'inflation ainsi que le coût de la liquidité sont en effet restés faibles jusqu'en 2020.